# Fossa biologica

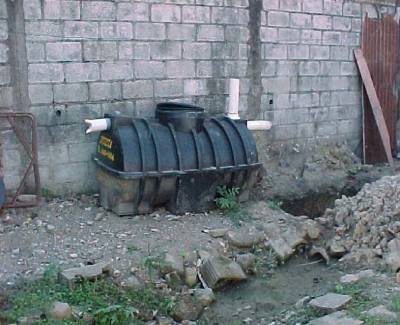
Fossa settica prima della sua posa in opera

La fossa biologica o fossa settica convenzionale è una fognatura di tipo statico, che viene di norma utilizzata nel caso di condomini e gruppi di case isolati e in generale di tutte quelle utenze non servite dalla fognatura dinamica.
Tale sistema, raccogliendo e trattando le acque nere (toilette) e grigie (lavabo, bidet) provenienti dall'utenza, permette di soddisfare le esigenze igieniche senza porre in atto opere di depurazione. Nelle fosse biologiche non possono essere convogliate le acque pluviali.

## Fossa biologica e pozzo nero

Schema di funzionamento di un pozzo nero.

Mentre i pozzi neri sono destinati alla raccolta delle deiezioni e pertanto sono dotati soltanto di condotta di afflusso, le fosse biologiche permettono lo scarico per sfioramento dalla parte opposta a quella di immissione dei liquami e sono pertanto dotate anche di condotta di efflusso per il convogliamento dell'effluente verso un recapito finale.
Quindi, a differenza dei pozzi neri, le fosse biologiche hanno il problema dello smaltimento dell'effluente.
Il pozzo nero, dal canto suo, ha invece la necessità di essere svuotato con regolare periodicità poiché, una volta riempito, non è assolutamente più in grado di raccogliere ulteriori liquami.

## Smaltimento degli effluenti

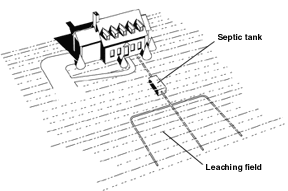
Smaltimento degli effluenti con subirrigazione

Spesso l'effluente può essere oggetto di un trattamento secondario, a mezzo ad esempio di subirrigazione, di fitodepurazione, di trincea drenante.
Tale metodo garantisce un ulteriore abbattimento del carico organico attraverso le capacità depurative (meccaniche, chimiche e biologiche) del recapito finale (terreno, ambiente lacustre, ecc.).

## Caratteristiche costruttive
Il manufatto, da installare entro terra, è costituito da una struttura a tenuta stagna, a sezione rettangolare o circolare, solitamente in calcestruzzo armato gettato in opera o prefabbricato (tipo monoblocco o a elementi separati da comporre in opera) o in vetroresina o materiali simili.

## Funzionamento fossa settica di tipo tradizionale

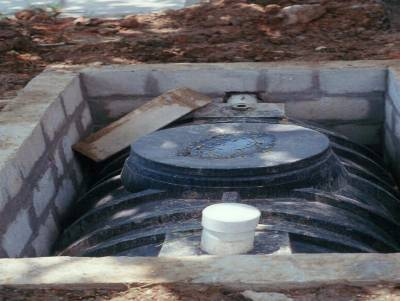
Fossa settica parzialmente posata in opera

La fossa biologica di tipo tradizionale, che deriva dal tipo Bezault, è costituita da due compartimenti: il divisorio e un setto verticale.
In uno avviene la sedimentazione delle sostanze pesanti non solubili e la fermentazione delle sostanze organiche solubili, fermentazione che ha luogo tramite batteri anaerobi contenuti nei liquami. Nell'altro, che riceve il liquido così parzialmente chiarificato tramite un'apertura ricavata nel divisorio, avviene la decantazione del liquido stesso, prima di essere allontanato verso il recapito finale.
La fossa è dotata in corrispondenza della copertura dei fori d'ispezione di chiusura ermetica e di tubazione di ventilazione per l'eliminazione dei gas prodotti dalla fermentazione.
Ogni tanto si deve procedere mediante ditta specializzata all'espurgo, che consiste nell'aspirazione dei liquami o dei fanghi, nella rimozione delle incrostazioni e nel lavaggio con getto di acqua ad alta pressione.

## Funzionamento fossa settica tipo Imhoff
Oltre alla fossa biologica tradizionale esiste la fossa settica tipo Imhoff.
La fossa settica Imhoff è costituita da una vasca superiore, avente sezione a tramoggia, dove avviene la sedimentazione e una vasca inferiore, comunicante con la precedente, dove avviene la digestione anaerobica.
L'affluente entra quindi nella vasca superiore, ove avviene la sedimentazione del materiale, che, attraverso l'apertura, confluisce nella vasca di digestione dove avviene la digestione anaerobica.
La condotta di efflusso, provvista di paratia paraschiuma, in comunicazione con la vasca superiore permette l'allontanamento del refluo chiarificato ancora allo stato fresco, grazie al basso tempo di detenzione dello stesso, e non entrando in alcun modo in contatto con il comparto di digestione.
Il refluo finale di una fossa settica tipo Imhoff, a differenza di quello in uscita da una fossa settica tradizionale, presenta un basso valore settico, facilmente trattabile per vie naturali come la subirrigazione o la fitodepurazione.